# جان پرسکیل
 جان پرسکیل (انگلیسی: John Preskill؛ زاده ۱۹ ژانویهٔ ۱۹۵۳) یک دانشمند اهل ایالات متحده آمریکا است.